# Polygonella gracilis
Polygonella gracilis Meisn. – gatunek rośliny z rodziny rdestowatych (Polygonaceae Juss.). Występuje naturalnie w południowo-wschodnich Stanach Zjednoczonych – w Karolinie Północnej, Karolinie Południowej, Georgii, na Florydzie, w Alabamie oraz Missisipi. 

## Morfologia
PokrójRoślina jednoroczna dorastająca do 80–160 cm wysokości.
LiścieIch blaszka liściowa jest siedząca i ma kształt od nitkowatego do łyżeczkowatego lub odwrotnie jajowatego. Mierzy 19–36 mm długości oraz 1 mm szerokości, jest o nasadzie zbiegającej po ogonku i tępym wierzchołku. Gatka jest orzęsiona.
KwiatyJednopłciowe, zebrane w grona o długości 2–4 cm, rozwijają się na szczytach pędów. Listki okwiatu mają kształt od eliptycznego do podłużnego i białą barwę, mierzą 1–2 mm długości.
OwoceTrójboczne niełupki osiągające 2–4 mm długości.

## Biologia i ekologia
Jest rośliną dwupienną. Rośnie w lasach sosnowych, na nieużytkach oraz terenach piaszczystych, na obszarach nizinnych. Kwitnie od sierpnia do listopada.